# Erik de Laval
Erik de Laval (n. 28 aprilie 1888, Hedvig Eleonora parish⁠(d), Comitatul Stockholm, Suedia – d. 9 noiembrie 1973, Lidingö Parish⁠(d), Comitatul Stockholm, Suedia) a fost un sportiv ce a reprezentat Suedia, medaliat olimpic. A participat la 2 ediții ale Jocurilor Olimpice (1912, 1920) în care a câștigat o medalie de argint.